# Scutellaria khasiana
Scutellaria khasiana là một loài thực vật có hoa trong họ Hoa môi. Loài này được C.B.Clarke ex Hook.f. miêu tả khoa học đầu tiên năm 1885.